# Władimir Żoga
Władimir Artiomowicz Żoga (ros. Владимир Артёмович Жога), właściwie Wołodymyr Artymowycz Żoga (ukr. Володимир Артемович Жога; ur. 26 maja 1993 w Doniecku, zm. 5 marca 2022 w Wołnowasze), ps. „Woha” (ros. Воха) – ukraiński bojownik separatystyczny i terrorysta, samozwańczy pułkownik, bliski współpracownik Arsena Pawłowa i jego następca jako dowódca batalionu „Sparta”. Bohater Federacji Rosyjskiej (2022).

## Życiorys
Był kierowcą i najbliższym współpracownikiem Arsena Pawłowa ps. „Motorola”, dowódcy elitarnego Batalionu „Sparta”, a także ojcem chrzestnym jego córki. W trakcie wojny w Donbasie, Żoga brał udział w walkach o lotnisko w Doniecku oraz o Słowiańsk, gdzie został ranny. Po śmierci Pawłowa w 2016 został jego następcą na stanowisku dowódcy Batalionu „Sparta”. Dowodzony przez niego batalion uważany był za jedną z najbardziej skutecznych jednostek na okupowanych przez separatystów terytoriach Donbasu. Pod adresem dowódców i bojowników „Sparty” pojawiały się oskarżenia o nieludzkie traktowanie więźniów.
Zginął w trakcie działań wojennych podczas inwazji Rosji na Ukrainę w 2022. Według przywódcy DRL Dienisa Puszylina, Żoga zginął w trakcie ewakuacji ludności cywilnej z Wołnowachy. Dienis Puszylin pośmiertnie odznaczył Żogę najwyższym odznaczeniem Donieckiej Republiki Ludowej – Gwiazdą Bohatera DRL. Odznaczenie przekazał na ręce ojca Żogi w dniu 6 marca 2022. Pogrzeb Władimira Żogi odbył się 7 marca 2022 na cmentarzu w Doniecku i wzięli w nim udział przedstawiciele władz DRL, zaś uroczystości miały charakter państwowy. Dekretem prezydenta Federacji Rosyjskiej Władimira Putina pośmiertnie otrzymał tytuł Bohatera Federacji Rosyjskiej „za bohaterstwo i odwagę okazywaną w pełnieniu obywatelskiego obowiązku”.